# 西神田
西神田（にしかんだ）は、東京都千代田区の地名。現行行政地名は西神田一丁目から三丁目。住居表示実施済み区域。

## 地理
千代田区の北部に位置する。町域北部は神田三崎町に接する。東部は錦華通りを境に神田猿楽町に接する。南部は神田神保町に、西部は日本橋川を境に、九段北・飯田橋に接する。西神田は商業地域としてオフィスビルや商店が多いほか、大学、専門学校などの教育施設も複数見られる。そのほかに住居も見られる。西神田一丁目は町域東部にあたり。白山通りと錦華通りの間に挟まれた区域である。各種ビルや学校が多い。中央部の西神田二丁目は白山通りと水道橋西通りの間にはさまれた区域である。各種ビルや学校のほか、区営住宅など住居が見られる。西部の西神田三丁目は水道橋西通りと日本橋川の間に挟まれた区域である。町域内を専大通りが横断している。専大通りより北に再開発で生まれた千代田ファーストビルがあり、多く面積を占めている。専大通りの南はビルなどか集まっている。

## 世帯数と人口
2025年（令和7年）3月1日現在（千代田区発表）の世帯数と人口は以下の通りである。
| 丁目         | 世帯数  | 人口    |
| ------------ | ------- | ------- |
| 西神田一丁目 | 43世帯  | 89人    |
| 西神田二丁目 | 423世帯 | 730人   |
| 西神田三丁目 | 240世帯 | 431人   |
| 計           | 706世帯 | 1,250人 |

### 人口の変遷
国勢調査による人口の推移。
| 年                 | 人口  |
| ------------------ | ----- |
| 1995年（平成7年）  | 433   |
| 2000年（平成12年） | 830   |
| 2005年（平成17年） | 1,028 |
| 2010年（平成22年） | 1,141 |
| 2015年（平成27年） | 1,238 |
| 2020年（令和2年）  | 1,239 |

### 世帯数の変遷
国勢調査による世帯数の推移。
| 年                 | 世帯数 |
| ------------------ | ------ |
| 1995年（平成7年）  | 161    |
| 2000年（平成12年） | 364    |
| 2005年（平成17年） | 504    |
| 2010年（平成22年） | 596    |
| 2015年（平成27年） | 694    |
| 2020年（令和2年）  | 697    |

## 学区
区立小・中学校に通う場合、学区は以下の通りとなる（2017年8月現在）。なお、千代田区の中学校では学校選択制度を導入しており、区内全域から選択することが可能。
- 区域 : 一丁目、二丁目、三丁目　各全域
  - 小学校 : 千代田区立お茶の水小学校
  - 中学校 : 千代田区立麹町中学校 または 千代田区立神田一橋中学校

## 交通

### 鉄道
町域内に鉄道駅はないが、南西部は九段下駅、南東部は神保町駅、北部は水道橋駅が、北西部は飯田橋駅がそれぞれ利用可能である。

### 道路
一丁目と二丁目の間を白山通りが、二丁目と三丁目の間を水道橋西通りがそれぞれ南北に通っている。また三丁目内を専大通りが横断している。地域西部の日本橋川の上を首都高速5号池袋線が通っており、当地に西神田出入口がある。

## 事業所
2021年（令和3年）現在の経済センサス調査による事業所数と従業員数は以下の通りである。
| 丁目         | 事業所数  | 従業員数 |
| ------------ | --------- | -------- |
| 西神田一丁目 | 56事業所  | 1,770人  |
| 西神田二丁目 | 200事業所 | 1,512人  |
| 西神田三丁目 | 93事業所  | 4,383人  |
| 計           | 349事業所 | 7,665人  |

### 事業者数の変遷
経済センサスによる事業所数の推移。
| 年                 | 事業者数 |
| ------------------ | -------- |
| 2016年（平成28年） | 329      |
| 2021年（令和3年）  | 349      |

### 従業員数の変遷
経済センサスによる従業員数の推移。
| 年                 | 従業員数 |
| ------------------ | -------- |
| 2016年（平成28年） | 9,182    |
| 2021年（令和3年）  | 7,665    |

## 施設

### 西神田一丁目
- 日本大学経済学部・大学院経済学研究科（2・3・5号館。本館は隣の神田三崎町に所在）
- 大原学園
- 東光電気工事
- カトリック神田教会

### 西神田二丁目
- 日本大学法学部（7号館・9号館・図書館。本部は隣の三崎町に所在）
- 日本大学通信教育部（1号館。本館は隣の神田三崎町二丁目に所在）
- 大原大学院大学
- 大原学園本館・大原法律専門学校・大原簿記専門学校
- 研数学館
- 東京デザイナー学院
- 東方学会
- 日本書道教育学会
- 西神田コスモス館（区営住宅や保育園などが所在）
- 西神田公園

### 西神田三丁目
- 千代田ファーストビル
- 弘道会ビル
- 朝日出版社

## その他

### 日本郵便
- 郵便番号 : 101-0065[4]（集配局 : 神田郵便局[16]）。